# Abuacuas
Abuacuas ou abuassuas (em aquiem: Abuakwa Akyem ou Abuaswa Akim) são o maior subgrupo dos aquiéns e um dos povos acãs no Gana. Vivem na Região Oriental do país. Seu principal centro é a cidade de Quibi. São em sua maioria fazendeiros, mas há crescente número de trabalhadores manuais e profissionais. Segundo estimativas de 1999, há 275 000 abuacuas.